# كامل شافني
كمال الشافني (بالفرنسية: Kamel Chafni)‏ (مواليد 11 يونيو 1982 في بوردو - فرنسا) لاعب كرة قدم مغربي في مركز الوسط المحوري.
خاض تجربتين احترافيتين الأولى كانت مع نادي باستيا الفرنسي الذي كان يمارس في دوري الدرجة الأولى الفرنسي انتقل بعد ذلك إلى نادي الظفرة الامارتي ليخوض معه تجربة احترافية هناك بدوري الخليج العربي ليعود بعد ذلك إلى وطنه الاصلي ليحمل قميص الوداد البيضاوي تحت امرة المدرب الحالي الويلزي توشاك وبعدها لعب لأندية اتحاد كلباء والعروبة والحمرية الإماراتيين.

## روابط خارجية
- كامل شافني على موقع قاعدة بيانات كرة القدم.إي يو (الإنجليزية)
- كامل شافني على موقع ليكيب (الفرنسية)
- كامل شافني على موقع ناشيونال فوتبول تيمز (الإنجليزية)
- كامل شافني على موقع عالم كرة القدم.نت (الإنجليزية)
- كامل شافني على موقع كووورة
- كامل شافني على موقع AS.com (الإسبانية)